# Glossophaga commissarisi
Glossophaga commissarisi — вид родини листконосові (Phyllostomidae), ссавець ряду лиликоподібні (Vespertilioniformes, seu Chiroptera).

## Середовище проживання
Країни поширення: Беліз, Бразилія, Колумбія, Коста-Рика, Еквадор, Сальвадор, Гватемала, Гаяна, Гондурас, Мексика, Нікарагуа, Панама, Перу. Мешкає ВІД НИЗИН ДО 2400 м. Населяє  вічнозелені ліси, сухі ліси, бананові гаї і поляни.

## Звички
Лаштує сідала в дуплах дерев, печерах і тунелях. Споживає нектар і пилок і молі. Піки народження з січня по квітень і з липня по серпень.

## Загрози та охорона
Загроз нема. Зустрічаються в природоохоронних районах.